# Cratere Liouville
Liouville è un cratere lunare di 16,12 km situato nella parte nord-orientale della faccia visibile della Luna.